# Kirsten Wild
Kirsten Wild (Almelo, 15 oktober 1982) is een Nederlands voormalig wielrenster, die zowel op de weg als op de baan actief was. In deze laatste discipline werd ze achtmaal Europees- en negenmaal wereldkampioene. Ze won ook tweemaal goud op de Europese Spelen en brons op het Olympische omnium. Op de weg werd ze een keer vice-wereldkampioene.
Aan het einde van het wielerseizoen 2021 sloot Wild haar professionele carrière af. Sinds 2022 is ze co-commentator baanwielrennen bij NOS Sport.

## Biografie
In 2004 maakte Wild haar debuut bij de profs, dit bij de wielerploeg @Home Cycling Team. Haar eerste UCI-overwinning boekte ze twee jaar later door in de Omloop Door Middag-Humsterland de spurt te winnen. In de daaropvolgende jaren ontpopte Wild zich tot een absolute topspurtster in het vrouwenpeloton. Haar eerste grote overwinning volgde in 2008 toen ze de Omloop het Volk wist te winnen. Een jaar later wist ze haar eerste Wereldbeker te winnen. In de Ronde van Neurenberg won ze de massaspurt. In de volgende jaren won ze nog twee wereldbekers: de Open de Suède Vårgårda (2010) en de Ronde van Chongming (2014). Daarnaast won ze ook  viermaal het eindklassement in de Ronde van Qatar (2009, 2010, 2013 en 2014) en drie ritten in de Giro Donne. Haar laatste wegwedstrijd reed Wild in augustus 2021, de Simac Ladies Tour. De eerste etappe ging van start in haar woonplaats Zwolle. Bij de start werd ze samen met Anna van der Breggen gehuldigd door burgemeester Peter Snijders. Vanwege een coronabesmetting binnen de ploeg, ging de hele ploeg niet meer van start in de vierde etappe, daardoor werd de derde etappe tussen Stramproy en Weert haar laatste wedstrijd op de weg.
Op de piste debuteerde Wild eind 2007. Met oog op de Olympische spelen 2012 stortte ze zich op de ploegenachtervolging en het omnium. Haar eerste internationale titel behaalde ze op het EK 2013. Voor eigen volk te Apeldoorn won ze het nadat ze al zilver had gepakt in het omnium, de titel op de puntenkoers. Dit laatste deed ze na een felle strijd met de Britse Danielle King, ze behaalde uiteindelijk één punt meer dan King. Haar eerste wereldtitel behaalde ze begin 2015 tijdens het WK te Frankrijk. In de scratch hield ze Amy Cure uit Australië, en de Canadese Allison Beveridge achter zich. Tijdens de Wereldkampioenschappen baanwielrennen 2018 in eigen land won Wild maar liefst vier medailles: driemaal goud en eenmaal zilver. Ze werd wereldkampioene op de onderdelen scratch, omnium en de puntenkoers. Tijdens de koppelkoers werd ze tweede, samen met Amy Pieters. Voor deze prestaties werd ze op woensdag 7 maart onderscheiden met de erepenning van de stad Zwolle.  In 2019 won Wild een zilveren medaille op de Europese spelen in Minsk op de madison samen met het jonge talent Amber van der Hulst. Op datzelfde event won ze ook de scratch en het omnium. Tijdens de Wereldkampioenschappen baanwielrennen 2019 in Berlijn prolongeerden Wild en Pieters hun wereldtitel in de koppelkoers en won Wild ook de scratch. In oktober 2021 reed ze het laatste WK uit haar carrière. Dit sloot ze af met een bronzen en een gouden medaille.
Kirsten Wild nam gedurende haar loopbaan driemaal deel aan de Olympische Zomerspelen. De eerste keer in 2012. Toen ze eind 2011 samen met Amy Pieters, Vera Koedooder en Ellen van Dijk de wereldbeker ploegenachtervolging in Astana won (inclusief een Nederlands record in de kwalificatie met Vera Koedooder en Ellen van Dijk), kwalificeerde Wild zich voor de Spelen. Omdat ze op zowel het EK als het WK 2011 brons veroverde in het omnium mocht ze ook op dit onderdeel naar de Spelen. Op de Spelen zelf werd Wild als lid van de ploegenachtervolging uiteindelijk zesde met Amy Pieters, Vera Koedooder en Ellen van Dijk, in het omnium herhaalde ze dat resultaat. Vier jaar later was ze er dankzij haar derde plek op het WK 2015 opnieuw bij tijdens het omnium van Rio 2016. Hier werd ze uiteindelijk wederom zesde. Omdat de Spelen van Tokyo 2020 een jaar werden uitgesteld, verlengde Wild haar carrière met één jaar. Uiteindelijk nam Wild in augustus 2021 namens Nederland deel aan de Spelen. Samen met Amy Pieters werd ze vierde in de eerste Olympische editie van de koppelkoers voor vrouwen. Twee dagen later won ze brons op het onderdeel omnium.
Wild kwam in haar carrière uit voor verschillende ploegen. Na haar debuut bij @Home Cycling Team reed ze vanaf 2006 drie jaar bij AA Cycling Team. Na twee jaar bij Cervélo TestTeam, ging Wild terug naar AA Drink-Leontien.nl en reed ze vervolgens twee jaar voor Argos-Shimano. In 2015 werd ze lid van de Noorse wielerploeg Hitec Products. In 2017 kwam Wild uit voor de Amerikaanse ploeg Cylance en vanaf 2018 voor het Britse Wiggle High5.
Na haar wielercarrière werd Wild docente aan het CSE, de Topsportacademie Nederland, een middelbare school voor getalenteerde sporters in Zwolle. Daarnaast is zij actief als commentator voor de NOS-televisie.

## Palmares

### Baanwielrennen

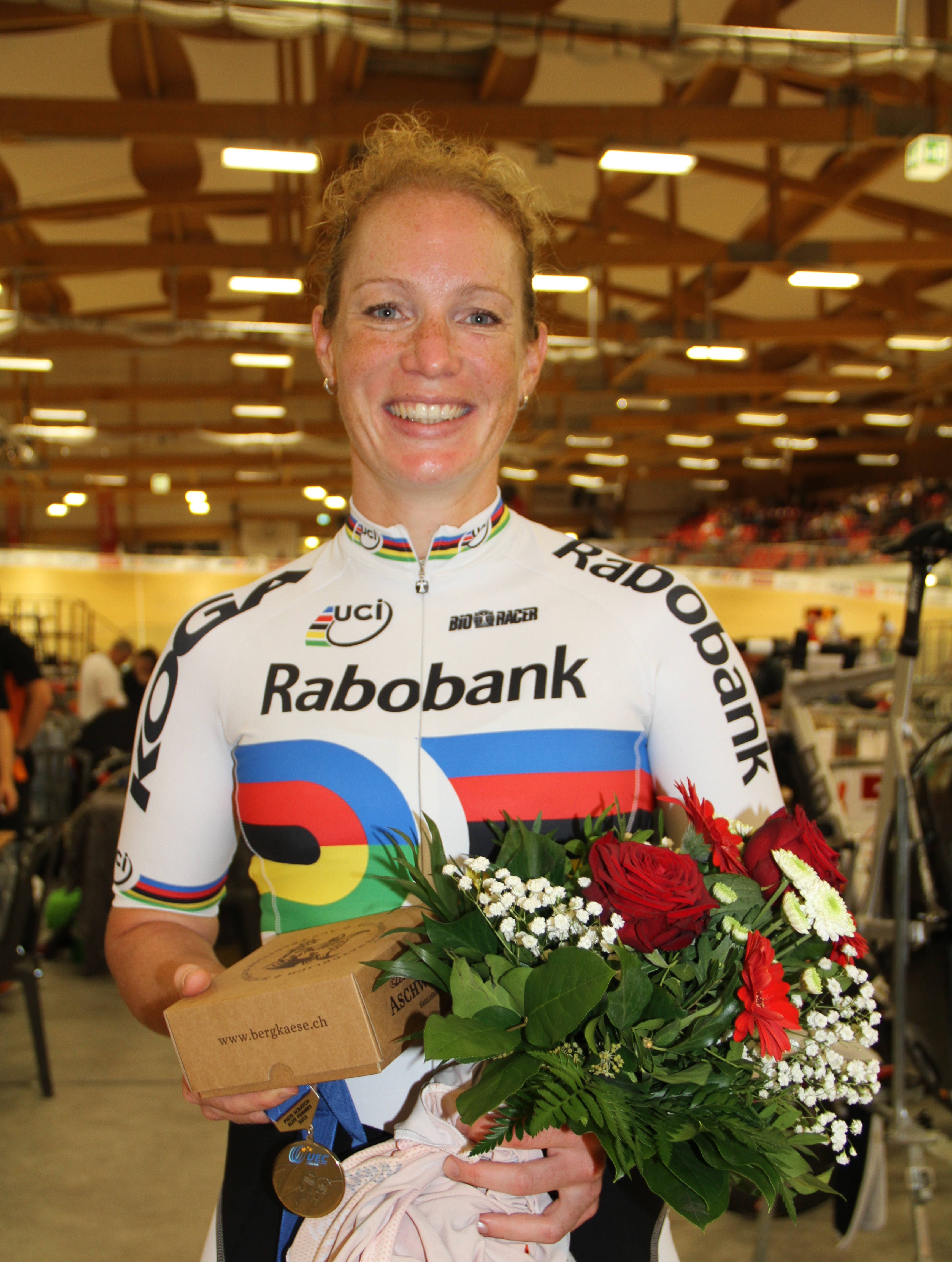
EK baanwielrennen 2015.

| Jaar  | NK                                                                                    | EK                                                        | WK                                             | OS     | WB | Overig |
| Elite | Elite                                                                                 | Elite                                                     | Elite                                          | Elite  | Elite | Elite |
| ----- | ------------------------------------------------------------------------------------- | --------------------------------------------------------- | ---------------------------------------------- | ------ | --- | --- |
| 2007  | achtervolging                                                                         |                                                           |                                                |        | | |
| 2008  | achtervolging · achtervolging · puntenkoers                                           |                                                           |                                                |        | | |
| 2009  | achtervolging · koppelkoers · puntenkoers                                             |                                                           |                                                |        | | 4daagse Rotterdam (met Vera Koedooder) 6daagse Amsterdam (met Vera Koedooder)                                                                          |

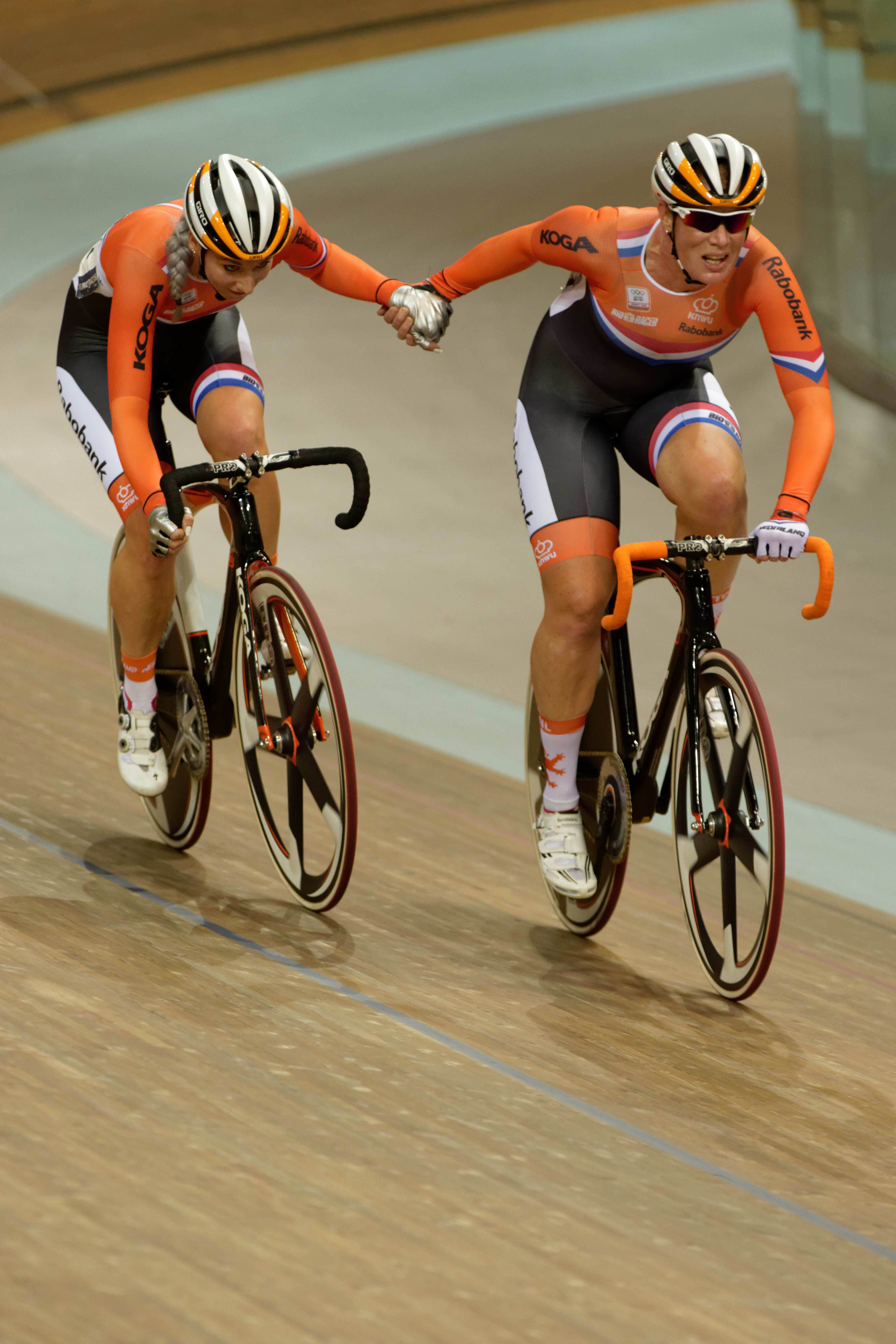
Madison met Nina Kessler in 2016.

| 2010  | puntenkoers · achtervolging                                                           |                                                           |                                                |        | | 6daagse Rotterdam (met Vera Koedooder) |
| 2011  | koppelkoers · puntenkoers · scratch · achtervolging                                   | omnium                                                    | omnium                                         |        | WB Peking: · omnium · WB Manchester: · omnium · WB Astana: · ploegenachtervolging                             | 6daagse Rotterdam: omnium |
| 2012  | achtervolging · omnium · scratch · koppelkoers · puntenkoers                          |                                                           |                                                |        | | 6daagse Rotterdam: omnium |
| 2013  | achtervolging · omnium · ploegenachtervolging · puntenkoers · scratch · koppelkoers   | puntenkoers · omnium                                      |                                                |        | | 6daagse Rotterdam: omnium |
| 2014  | achtervolging · omnium · puntenkoers · ploegenachtervolging · achtervolging · scratch |                                                           |                                                |        | WB Londen: · omnium                                                                                           | |
| 2015  | achtervolging · koppelkoers · scratch                                                 | scratch                                                   | scratch · omnium                               |        | WB Cali: · omnium                                                                                             | Troféu CAR Andia: omnium scratch 6daagse Fiorenzuola: scratch Dublin International: omnium scratch                                                     |
| 2016  | achtervolging · koppelkoers · puntenkoers · scratch                                   | afvalkoers · puntenkoers · omnium · koppelkoers · scratch | scratch                                        |        | WB Apeldoorn: · omnium                                                                                        | |
| 2017  | koppelkoers · omnim · scratch                                                         | afvalkoers · omnium · koppelkoers                         | omnium · puntenkoers                           |        | WB Pruszków: · omnium                                                                                         | Anadia Open: scratch IBO Gent: omnium 6daagse Gent: koppelkoers                                                                                        |
| 2018  | koppelkoers · puntenkoers · scratch                                                   | omnium · scratch · koppelkoers                            | omnium · puntenkoers · scratch · koppelkoers · |        | WB Minsk: · omnium · puntenkoers · koppelkoers · WB Saint-Quentin-En-Yvelines: · omnium · WB Londen: · omnium | 6daagse Londen: omnium 6daagse Gent: omnium Revolutions Serie Manchester: puntenkoers 6daagse Bremen: koppelkoers omnium 6daagse Mallorca: puntenkoers |
| 2019  | omnium · koppelkoers                                                                  | afvalkoers · omnium · koppelkoers                         | omnium · koppelkoers · scratch · puntenkoers   |        | WB Hongkong: · omnium · koppelkoers · WB Minsk: · scratch · koppelkoers · WB Glasgow: · omnium · koppelkoers  | Europese Spelen: · scratch · omnium · koppelkoers · 6daagse Bremen: · omnium · 6daagse Gent: · omnium                                                  |
| 2020  |                                                                                       |                                                           | koppelkoers · scratch                          |        | | Anadia Open: omnium Ascoli SprintCup: omnium puntenkoers scratch                                                                                       |
| 2021  |                                                                                       |                                                           | koppelkoers · puntenkoers                      | omnium | | |

### Wegwielrennen
2006 - 4 zeges
- Omloop Door Middag-Humsterland

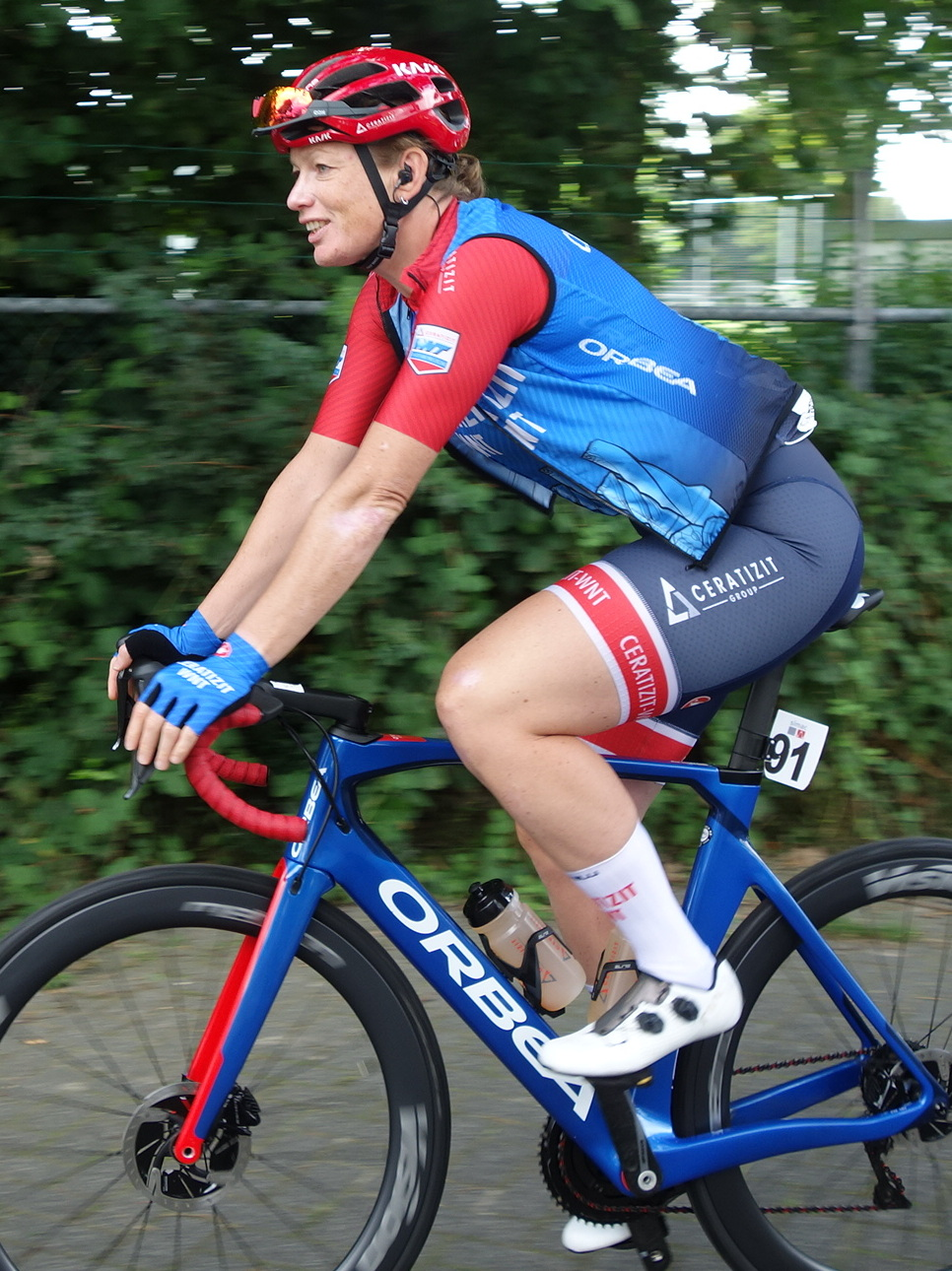
Op 27 augustus 2021 reed ze bij Ceratizit-WNT haar laatste wedstrijd op de weg.

- 2e en 3e etappe RaboSter Zeeuwsche Eilanden
- Eindklassement RaboSter Zeeuwsche Eilanden

2007 - 5 zeges
- 2e, 3e en 4e etappe Ronde van Polen
- Eindklassement Ronde van Polen
- 3e etappe Profile Ladies Tour

2008 - 3 zeges
- Omloop Het Nieuwsblad
- Omloop van Borsele
- Proloog RaboSter Zeeuwsche Eilanden

2009 - 14 zeges
- Eindklassement Ronde van Qatar
- Omloop Van Borsele
- Prijs Stad Roeselare
- 1e, 2e en 4e etappe Le Tour Du Grand Montréal
- Eindklassement Le Tour Du Grand Montréal
- proloog, 10e etappe Giro Donne
- Omloop Van De Blauwe Stad
- 1e, 3e en 4e etappe Profile Ladies Tour
- Ronde van Neurenberg

2010 - 15 zeges
- 3e etappe Ronde van Qatar
- Eindklassement Ronde van Qatar
- Grand Prix de Dottignies
- Ronde van Gelderland
- Omloop Van Borsele
- Prijs Stad Roeselare
- 2e etappe Ronde van Chongming
- 1e en 2e etappe RaboSter Zeeuwsche Eilanden
- Eindklassement RaboSter Zeeuwsche Eilanden
- Open de Suède Vårgårda (ploegentijdrit)
- Open de Suède Vårgårda
- 4e en 5e etappe Profile Ladies Tour
- 4e etappe Ronde van Toscane

2011 - 1 zege
- Omloop Van Borsele

2012 - 9 zeges
- 1e en 3e etappe Ronde van Qatar
- 4e etappe A Energiewacht Tour
- 3e etappe RaboSter Zeeuwsche Eilanden
- Eindklassement RaboSter Zeeuwsche Eilanden
- 2e etappe Ronde van Tsjechië
- 1e en 2e etappe Ronde van België
- 3e etappe Brainwash Ladies Tour

2013 - 15 zeges
- 2e, 3e en 4e etappe Ronde van Qatar
- Eindklassement Ronde van Qatar
- Gent-Wevelgem
- Dwars door Vlaanderen
- 1e, 2e, 3e B en 4e etappe Energiewacht Tour
- Ronde van Gelderland
- 1e etappe Giro Donne
- 2e en 3e etappe Ronde van België
- 1e en 3e etappe Boels Ladies Tour

2014 - 14 zeges
- 1e, 3e en 4e etappe Ronde van Qatar
- Eindklassement Ronde van Qatar
- Novilon EDR Cup
- 1e en 2e etappe Energiewacht Tour
- Ronde van Gelderland
- 1e en 2e etappe Ronde van Chongming
- Eindklassement Ronde van Chongming
- Ronde van Chongming World Cup
- 4e en 6e etappe La Route de France

2015 - 10 zeges
- Novilon Eurocup
- 3e etappe Energiewacht Tour
- Ronde van Gelderland
- Omloop Van Borsele
- 1e en 2e etappe Ronde van Chongming
- Eindklassement Ronde van Chongming
- GP de Gatineau
- Salverda Omloop van de IJsseldelta
- 4e etappe Ronde van Bretagne

2016 - 6 zeges
- 1e etappe Ronde van Qatar
- 4e A en 5e etappe Energiewacht Tour
- Ronde van Yorkshire
- 4e etappe Ronde van Californië (WWT)
- RideLondon Classique (WWT)
- WK op de weg

2017 - 4 zeges
- 2e en 4e etappe Women's Tour Down Under
- 1e etappe Ronde van Chongming (WWT)
- 2e etappe Boels Ladies Tour (WWT)

2018 - 5 zeges
- Puntenklassement en etappe 3A Healthy Ageing Tour
- Puntenklassement en etappe 1 Ronde van Yorkshire
- 3e etappe Ronde van Chongming (WWT)
- 2e etappe Giro Rosa (WWT)
- RideLondon Classique (WWT)

2019 - 4 zeges
- Driedaagse Brugge-De Panne (WWT)
- Gent-Wevelgem (WWT)
- Puntenklassement, 3e en 5e etappe Healthy Ageing Tour

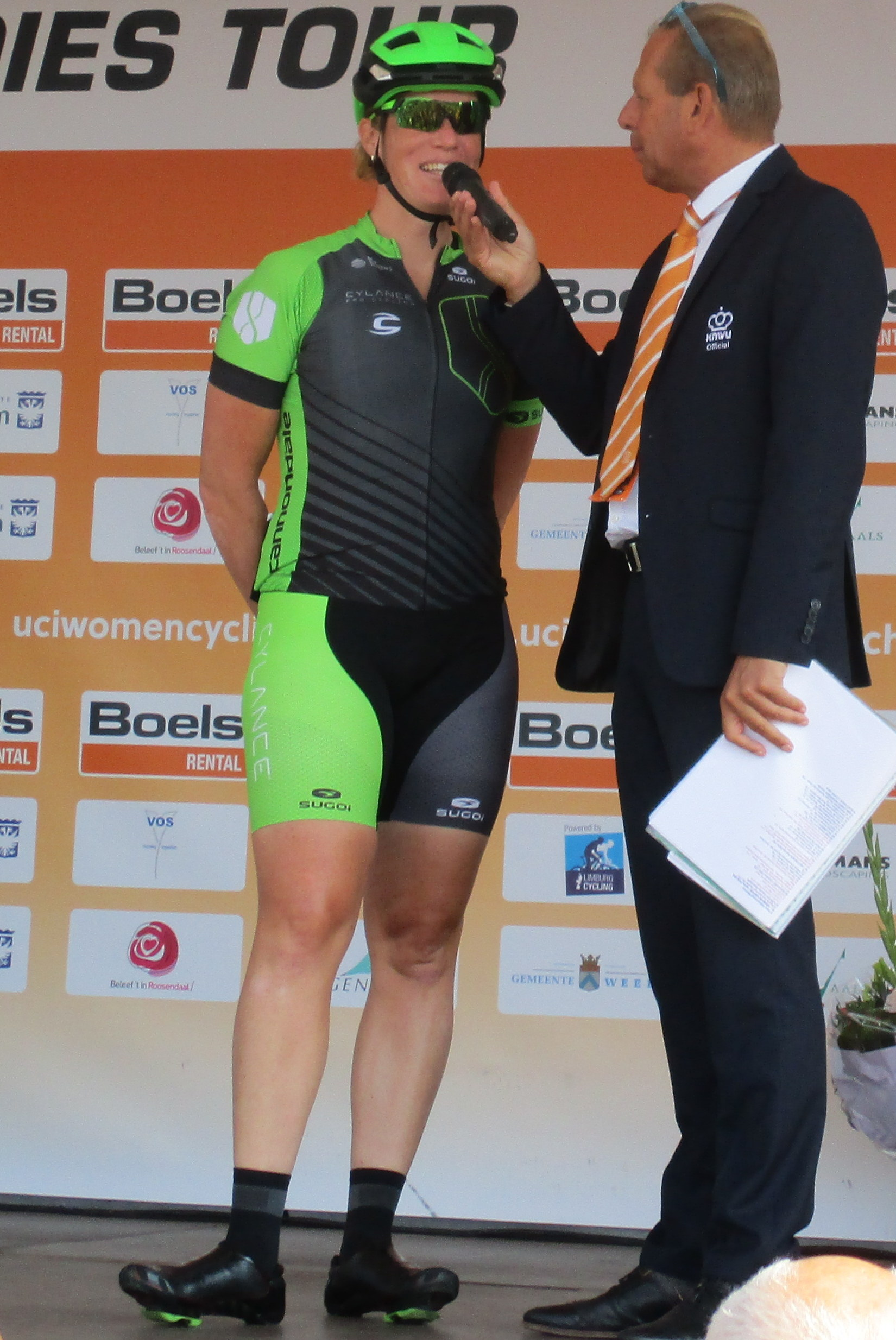
Wild namens Cylance in de Boels Ladies Tour 2017.

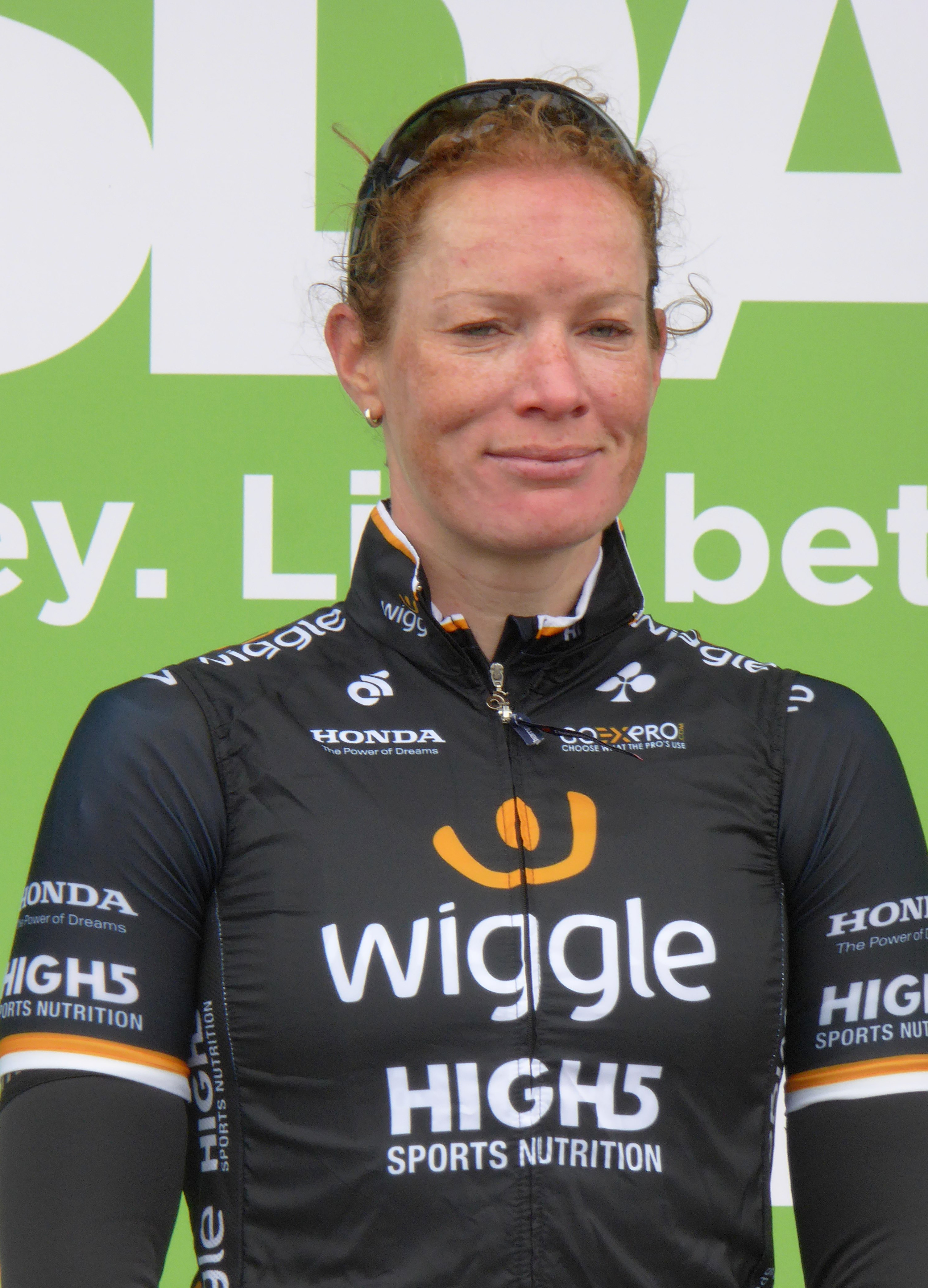
Wild namens Wiggle High5 in de Ronde van Yorkshire 2018.

### Uitslagen in voornaamste wedstrijden
| Jaar | Gent-Wevelgem | Ronde van Vlaanderen | Ronde van Drenthe |  | WK op de weg |
| ---- | ------------- | -------------------- | ----------------- |  | ------------ |
| 2006 |               |                      |                   |  | 89e          |
| 2007 |               |                      | 12e               |  |              |
| 2008 |               | ↑                    | 8e                |  |              |
| 2009 |               | ↑                    | 10e               |  |              |
| 2010 |               | ↑                    | 14e               |  | opgave       |
| 2011 |               | 17e                  | Zilver            |  | 99e          |
| 2012 |               | 4e                   | Zilver            |  | 77e          |
| 2013 | ↑             | 10e                  | 5e                |  | opgave       |
| 2014 | 9e            | 13e                  | 6e                |  |              |
| 2015 | 11e           | 28e                  | 11e               |  |              |
| 2016 |               |                      |                   |  | ↑            |
| 2017 |               |                      | 20e               |  |              |
| 2018 | 34e           | 11e                  | 44e               |  |              |
| 2019 | ↑             |                      | 8e                |  |              |

| Resultaten in kleinere rondes |                 |                   |                     |                             |                     |
| Jaar                          | Ronde van Qatar | Energiewacht Tour | Ronde van Chongming | RaboSter Zeeuwsche Eilanden | Holland Ladies Tour |
| 2006                          |                 |                   |                     | 1e (2 etappes)              |                     |
| 2007                          |                 |                   |                     |                             | 26e (1 etappe)      |
| 2008                          |                 |                   |                     | 2e (1 etappe)               | 12e                 |
| 2009                          | 1e              |                   |                     |                             | 3e (2 etappes)      |
| 2010                          | 1e (1 etappe)   |                   | 2e (1 etappe)       | 1e (2 etappes)              | 2e (2 etappes)      |
| 2011                          |                 | 5e                |                     | 2e                          | 3e                  |
| 2012                          | 3e (2 etappes)  | 7e (1 etappe)     |                     | 1e (1 etappe)               | 20e (1 etappe)      |
| 2013                          | 1e (3 etappes)  | 3e (4 etappes)    |                     |                             | 22e (2 etappes)     |
| 2014                          | 1e (3 etappes)  | 7e (2 etappes)    | 1e (2 etappes)      |                             |                     |
| 2015                          |                 | 5e (1 etappe)     | 1e (2 etappes)      |                             | 31e                 |
| 2016                          | 24e (1 etappe)  | 30e (2 etappes)   |                     |                             |                     |
| 2017                          |                 |                   | 2e (1 etappe)       |                             | 59e (1 etappe)      |
| 2018                          |                 | 5e (1etappe)      |                     |                             |                     |

Becker · Busser · Garner · Gebhardt · Johrend · Knol · Mackaij · Markus · Pieters · Tromp · Wild
De Vries · Garner · Knol · Lichtenberg · Mackaij · Mustonen · Pieters · Polspoel · Soek · Stijns · Wild
Becker · Bjørnsrud · Gotaas Johnsen · Guderzo · Gunvaldsen · Hatteland Lima · Heine · Kitchen · Leth · Lorvik · Moberg · Thorsen · Van Glabeke · Wild
Andersen · Becker · Bjørnsrud · Frapporti · Gotaas Johnsen · Guderzo · Gunvaldsen · Hatteland Lima · Heine · Kitchen · Leth · Lorvik · Moberg · Thorsen · Wild
Barbieri · Doebel-Hickok · Gutiérrez · Jasińska · Keough · King · Knol · Numainville · Ratto · Tagliaferro · Tetrick · Wild · Zaveta
Archibald · Barbieri · Barker · Brennauer · Brown · Cordon · Cure · Edmondson · Fahlin · G. Garner · L. Garner · Leth · Longo Borghini · Ritter · Stewart · Yonamine · Wild
Asencio · Badegruber · Brauße (vanaf 1/7) · Brennauer · Ensing · Hammes · Koppenburg · Koster · Magnaldi · Pilote-Fortin · Rijkes · Santesteban · Soet · Teutenberg · Vieceli · Wild
Asencio · Brauße · Brennauer · Confalonieri · Hammes · Koster · Leth · Magnaldi · Rijkes · Santesteban · Soet · Teutenberg · Vieceli · Wild
Asencio · Banks · Brauße · Brennauer · Confalonieri · Hammes · Henttala · Lach · Leth · Magnaldi · Rijkes · Teutenberg · Vieceli · Wild